# سیپان شیراز
سیپان شیراز (ارمنی: Սիփան Շիրազ؛ ۱۹۶۷ – ۱۹۹۷) یک نقاش، شاعر، مجسمه‌ساز و نویسنده اهل ارمنستان بود.

## زندگی‌نامه
وی پسر شاعر ارمنی هوهانس شیراز و همسر دومش شوشانیک بود. وی در انستیتو هنری ایروان تحصیل نمود. شیراز مؤلف کتاب‌هایی دربارهٔ اشعار و خاطرات پدرش بود. وی عضو اتحادیه نویسندگان ارمنستان بود وی همچنین در رادیو ایروان فعالیت کرد. در طی زندگانی کوتاه خویش وی هفت کتاب شعر به چاپ رسانید وی در آرامستان مرکزی ایروان پانتئون کومیتاس به خاک سپرده شده‌است